# Cedric Benson
Cedric Myron Benson (Midland, 28 de dezembro de 1982 - Austin, 17 de agosto de 2019) foi um jogador de futebol americano que atuava como running back na National Football League em 2009. Foi escolhido pelo Chicago Bears na quarta posição na primeira do Draft de 2005 da NFL. Jogou futebol americano universitário pela Universidade do Texas em Austin. Apesar da grande carreira na faculdade ele acabou decepcionando no começo da carreira na NFL, mas com o tempo conseguiu se firmar na liga.
Como profissional, ele jogou pelos Bears de 2005 a 2007, pelo Cincinnati Bengals de 2008 a 2011 e pelo Green Bay Packers, em 2012, se aposentando logo em seguida.
Faleceu no dia 17 de Agosto de 2019, com 36 anos, em virtude de um acidente rodoviário.

## Números na carreira
- Corridas: 1 600
- Jardas terrestres: 6 017
- Jardas por corrida: 3,8
- Touchdowns terrestres: 32